# مارتین شمعون‌پور
مارتین شمعون‌پور آهنگساز و بازیگر اهل ایران است. وی سال ۱۳۶۳ در یک خانواده آشوری زاده شد. از مهم‌ترین آثار مارتین شمعون‌پور در زمینه موسیقی می‌توان به انتشار آلبومهای موعظه سر کوه، تهرانسرانیه، هشت بیتی و مجله‌های شنیداری گوش اشاره کرد. او همچنین به عنوان آهنگساز و طراح صدا در بیش از سی اجرای تاتر فعالیت داشته‌است. بازیگری در فیلمهایی همچون مردن به وقت شهریور، ملبورن، قاعده تصادف و صدای آهسته از دیگر فعالیتهای اوست. مارتین شمعون‌پور علاوه بر بازیگر به‌عنوان آهنگساز نیز در سینما و تلویزیون فعالیت داشته‌است. مهم‌ترین آثار مارتین شمعون‌پور به عنوان آهنگساز، فیلم قاعده تصادف، مجموعه تلویزیونی سلام تاکسی و فصل اول مجموعه تلویزیونی خندوانه است.

## گزیدهٔ موسیقی تئاتر
- عادلها، کارگردان: امیرحسین حریری، بهمن ۱۳۸۴
- سودادخت، کارگردان: طلیعه طریقی، پائیز ۱۳۸۶
- یک سنفونی ناکوک، کارگردان: آتیلا پسیانی، دی ۱۳۸۶
- راشامون، کارگردان: کبری دبیری، فروردین ۱۳۸۷
- پدر عزیزم، کارگردان: حسن معجونی، تابستان ۱۳۸۷
- ۱۷ دی کجا بودی؟[۴]، کارگردان: امیر رضا کوهستانی، آذر و دی ۱۳۸۸
- در بیشه، کارگردان: جواد نمکی، جشنواره تئاتر فجر ۱۳۸۹
- زنی از گذشته، کارگردان: محمد عاقبتی، مرداد و شهریور ۱۳۹۰
- تهران، کارگردان: ماهان چرمشیر، خرداد ۱۳۹۱
- آوای گِل، کارگردان: یاسر خاسب، مرداد و شهریور ۱۳۹۱
- دِکلره، کارگردان: مهدی کوشکی، شهریور و مهر ۱۳۹۱
- عروسکهای سکوت[۵]، کارگردان: سمانه زندی نژاد، جشنواره تئاتر فجر ۱۳۹۱

## بازیگری
- نمایش دکتر شکیل و مسترهای، نویسنده: مارتین شمعون‌پور، کارگردان: پانته‌آ بهرام،  تماشاخانهٔ انتظامی، ۱۳۹۱
- سینمایی قاعده تصادف، کارگردان:بهنام بهزادی، ۱۳۹۱
- نمایش ننه دلاور بیرون پشت در، نویسنده و کارگردان: سجاد افشاریان، سالن حافظ ۱۳۹۲[۶]
- سینمایی مردن به وقت شهریور، کارگردان: هاتف علیمردانی،  ۱۳۹۲
- سینمایی ملبورن، کارگردان: نیما جاویدی، ۱۳۹۲
- سینمایی صدای آهسته، کارگردان: افشین هاشمی، ۱۳۹۳[۷]